# Mont Edith Cavell
Le mont Edith Cavell (en anglais : Mount Edith Cavell) est une montagne située dans les vallées de la rivière Athabasca et de la rivière Astoria dans le parc national de Jasper, en Alberta (Canada). Il s'agit du sommet entièrement Alberta ayant la plus grande hauteur de culminance.

## Toponymie
La montagne a été nommée en 1916 en l'honneur d'Edith Cavell, une infirmière anglaise exécutée par les Allemands pendant la Première Guerre mondiale pour avoir aidé des soldats Alliés à s'échapper de la Belgique occupée vers les Pays-Bas, en violation de la loi martiale allemande. Elle était connue auparavant sous le nom de la « montagne de la Grande traversée » parce qu'elle se trouve au-dessus du col Athabasca.

## Géographie
Le glacier Angel (en), visible depuis Cavell Meadows, se déverse sur une falaise de 300 m située dans la face nord.

## Ascensions notables
- 20-21 juillet 1961 : face nord, IV - 5.7, première ascension par Yvon Chouinard, Fred Beckey et Dan Doody[3]
- 10 juillet 1966 : face nord, deuxième ascension par Denny Eberl et Gray Thompson[4]
- 1967 : face nord, première ascension en solitaire par Royal Robbins[5].

## Randonnée et alpinisme
Une vue rapprochée de la face nord du mont Edith Cavell est possible après une courte randonnée depuis Cavell Meadows. Le sentier débute au parking situé à la fin de la Mt. Edith Cavell Road. Il s'étend sur 3,8 km à l'aller, avec un dénivelé positif de 370 m pour atteindre une altitude de 2 135 m. The Canadian Rockies Trail Guide décrit l'itinéraire en détail.
Il existe plusieurs voies d'escalade populaires, parmi lesquelles :
- arête occidentale (voie normale), II ;
- arête orientale, III - 5.3 ;
- face nord, sommet oriental, IV - 5.8.

L'itinéraire par la face nord est inclus comme une ascension classique dans l'ouvrage de Steck et Roper intitulé Fifty Classic Climbs of North America.